# Brachtia diphylla
Brachtia diphylla är en orkidéart som beskrevs av Herman Royden Sweet. Brachtia diphylla ingår i släktet Brachtia och familjen orkidéer.
Artens utbredningsområde är Colombia. Inga underarter finns listade i Catalogue of Life.